# Taça de Portugal 1985-1986
La Taça de Portugal 1985-1986 fu la 46ª edizione del torneo. Iniziò il 13 ottobre 1985 e si concluse il 27 aprile 1986. Il Benfica bissò il successo dell'edizione precedente e vinse il trofeo battendo in finale i concittadini del Belenenses.

## Sedicesimi di finale
| Squadra 1         | Risultato | Squadra 2        |
| ----------------- | --------- | ---------------- |
| Porto             | 3 – 0     | Estoril Praia    |
| Benfica           | 6 – 0     | Vialonga         |
| Sporting Lisbona  | 6 – 0     | União de Coimbra |
| Vieira            | 1 – 2     | Peniche          |
| Torreense         | 0 – 1     | Lixa             |
| Vitória Guimarães | 5 – 0     | Amarante         |
| Vianense          | 1 – 2     | Braga            |
| União Madeira     | 5 – 1     | Paredes          |
| Varzim            | 2 – 1     | Farense          |
| Belenenses        | 4 – 0     | Vitória Setúbal  |
| Valdevez          | 1 – 2     | Barreirense      |
| Penafiel          | 3 – 1     | União Almeirim   |
| Lusitânia         | 0 – 1     | Paços Ferreira   |
| Rio Ave           | 0 – 2     | Portimonense     |
| Marítimo          | 0 – 1     | Chaves           |
| Académica         | 2 – 0     | Almada           |

## Ottavi di finale
| Squadra 1        | Risultato | Squadra 2         |
| ---------------- | --------- | ----------------- |
| Sporting Lisbona | 2 – 1     | Barreirense       |
| Peniche          | 0 – 1     | Varzim            |
| União Madeira    | 0 – 1     | Penafiel          |
| Chaves           | 2 – 1     | Portimonense      |
| Benfica          | 2 – 1     | Porto             |
| Académica        | 1 – 0     | Vitória Guimarães |
| Belenenses       | 4 – 0     | Lixa              |
| Paços Ferreira   | 0 – 1     | Braga             |

## Quarti di finale
| Squadra 1  | Risultato   | Squadra 2        |
| ---------- | ----------- | ---------------- |
| Braga      | 3 – 2 (dts) | Varzim           |
| Benfica    | 5 – 0       | Sporting Lisbona |
| Belenenses | 1 – 1       | Chaves           |
| Académica  | 0 – 1 (dts) | Penafiel         |

### Ripetizione
| Squadra 1 | Risultato       | Squadra 2  |
| --------- | --------------- | ---------- |
| Chaves    | 0 - 0 (3-4 dtr) | Belenenses |

## Semifinali
| Squadra 1  | Risultato | Squadra 2 |
| ---------- | --------- | --------- |
| Belenenses | 2 – 0     | Braga     |
| Penafiel   | 0 – 0     | Benfica   |

### Ripetizione
| Squadra 1 | Risultato | Squadra 2 |
| --------- | --------- | --------- |
| Benfica   | 4 - 1     | Penafiel  |

## Finale
| Arbitro: | Vítor Correia (Lisbona) |

|  |           |                         |
|  | Marcatori | 35’ Nunes 69’ Rui Águas |

| Belenenses | Benfica |

### Formazioni
| Belenenses     |   |                      |     |     |
|                |   |                      |     |     |
| POR            | 1 | Jorge Martins        |     |     |
| TD             |   | Artur                |     |     |
| DC             |   | Luís Sobrinho        |     |     |
| DC             |   | Joaquim Murça        |     | 62’ |
| TS             |   | Alberto Fonseca      |     |     |
| CEN            |   | Canito               |     |     |
| CEN            |   | Paulo Monteiro       |     |     |
| CEN            |   | Jaime Mercês ()      |     |     |
| CEN            |   | Vanio Kostov         |     |     |
| ATT            |   | Luís Norton de Matos |     | 51’ |
| ATT            |   | Joel Almeida         | 37’ |     |
| Sostituiti:    |   |                      |     |     |
| ATT            |   | Jorge Silva          |     | 62’ |
| ATT            |   | Djão                 |     | 51’ |
| Allenatore:    |   |                      |     |     |
| Henri Depireux |   |                      |     |     |

| Benfica        |    |                    |  |     |
|                |    |                    |  |     |
| POR            | 1  | Manuel Bento ()    |  |     |
| TD             |    | António Oliveira   |  |     |
| DC             | 5  | Samuel Quina       |  |     |
| DC             |    | Álvaro Magalhães   |  |     |
| TS             |    | António Veloso     |  |     |
| CEN            | 10 | Shéu               |  |     |
| CEN            | 11 | Diamantino Miranda |  |     |
| CEN            | 3  | Adelino Nunes      |  | 69’ |
| ATT            |    | Wando              |  |     |
| ATT            | 8  | Rui Águas          |  |     |
| ATT            | 9  | Michael Manniche   |  | 75’ |
| Allenatore:    |    |                    |  |     |
| CEN            |    | Rui Pedro          |  | 69’ |
| CEN            |    | José Luís          |  | 75’ |
| Allenatore:    |    |                    |  |     |
| John Mortimore |    |                    |  |     |